# Capela da Rainha
A Capela da Rainha (em inglês:Queen's Chapel) é uma capela cristã localizada na área central de Londres, Inglaterra. Foi projetada por Inigo Jones e erguida entre 1623 e 1625 em anexo ao Palácio de St. James. É um dos locais privados religiosos do monarca britânico e contituiu uma Royal Peculiar.
Foi construída como um templo católico quando a construção de templos católicos estava proibida na Inglaterra e foi usada pela rainha católica Henriqueta Maria, consorte de Carlos I. Durante a década de 1690 foi Protestante. Foi erguida como complemento ao Palácio de St. James, porém quando os apartamentos privados foram incendiados em 1809 e não foram reconstruídos, a Marlborough Road foi construída entre o Palácio e a Capela da Rainha. O resultado é a impressão de que a Capela da Rainha não faz parte do Palácio de St. James e, sim, da Marlborough House.
Na Capela da Rainha, foi colocado o corpo da Rainha Mãe em 2002.